# Stephan Schaller
Stephan Schaller OSB (* 26. November 1910 in Augsburg; † 1. März 1994) war ein deutscher Lehrer, Gelehrter und Schriftsteller.

## Leben
Nach der Profess 1931 und der Priesterweihe 1935 studierte er Philosophie, Theologie, Deutsch, Englisch und Volkskunde in München, Würzburg, Rom (Dr. phil. Würzburg 1939). 1962 wurde in die Sectio historica der Benediktinerakademie aufgenommen, dessen Präsident er von 1978 bis 1984 war. Er war ab 1940/1941 Lehrer und Präfekt in Ettal. Von 1945 bis 1950 war Direktor des Gymnasiums und des Internats, der Oberstudiendirektor des Gymnasiums war er von 1949 bis 1979. Er leitete von 1940 bis 1979 das Schulspiel.

## Schriften (Auswahl)
- Das Passionsspiel von Oberammergau, 1634 bis 1950. Ettal 1950, OCLC 1071175288.
- Ferdinand Rosner, Benediktiner von Ettal (1709–1778). Leben und Werke. Kallmünz 1984, ISBN 3-7847-3012-4.
- Magnus Knipfelberger, Benediktiner von Ettal (1747–1825) und sein Oberammergauer Passionsspiel. Sankt Ottilien 1985, OCLC 1114378529.
- Karl Bader. Benediktiner von Ettal 1668–1731. Leben und Werke. Sankt Ottilien 1986, OCLC 612020835.

| Personendaten    | Personendaten                                  |
| ---------------- | ---------------------------------------------- |
| NAME             | Schaller, Stephan                              |
| ALTERNATIVNAMEN  | Schaller, Georg Johann                         |
| KURZBESCHREIBUNG | deutscher Lehrer, Gelehrter und Schriftsteller |
| GEBURTSDATUM     | 26. November 1910                              |
| GEBURTSORT       | Augsburg                                       |
| STERBEDATUM      | 1. März 1994                                   |